# Airport Road Addition
Airport Road Addition és una concentració de població designada pel cens dels Estats Units a l'estat de Texas. Segons el cens del 2000 tenia 132 habitants.

## Demografia
Segons el cens del 2000, Airport Road Addition tenia 132 habitants, 42 habitatges, i 39 famílies. La densitat de població era de 24,2 habitants per km².
Dels 42 habitatges en un 45,2% hi vivien nens de menys de 18 anys, en un 81% hi vivien parelles casades, en un 9,5% dones solteres, i en un 4,8% no eren unitats familiars. En el 4,8% dels habitatges hi vivien persones soles el 4,8% de les quals corresponia a persones de 65 anys o més que vivien soles. El nombre mitjà de persones vivint en cada habitatge era de 3,14 i el nombre mitjà de persones que vivien en cada família era de 3,23.
Per edats la població es repartia de la següent manera: un 31,8% tenia menys de 18 anys, un 9,1% entre 18 i 24, un 25,8% entre 25 i 44, un 22% de 45 a 60 i un 11,4% 65 anys o més.
L'edat mediana era de 34 anys. Per cada 100 dones de 18 o més anys hi havia 104,5 homes.
La renda mediana per habitatge era de 31.250 $ i la renda mediana per família de 31.250 $. Els homes tenien una renda mediana de 20.568 $ mentre que les dones 6.250 $. La renda per capita de la població era de 6.256 $. Aproximadament el 37,5% de les famílies i el 44,7% de la població estaven per davall del llindar de pobresa.

## Poblacions més properes
El següent diagrama mostra les poblacions més properes.